# Castillo de Teayo (Veracruz)
Castillo de Teayo è una municipalità dello stato di Veracruz, nel Messico centrale, il cui capoluogo è la località omonima.
Conta 18.663 abitanti (2010) e ha una estensione di 272.02 km². 	 		
La prima parte del nome della località Castillo (Castello in lingua spagnola) è dovuto alla presenza della piramide precolombiana, scambiata per un castello dai primi conquistadores. Il termine Teayo in lingua nahuatl, invece, significa luogo della tartaruga di pietra.

## Luoghi e monumenti di interesse
- Castillo de Teayo - sito archeologico precolombiano